# Ranomafana (Taolanaro)
Ranomafana – miasto o statusie gminy miejskiej (kaominina) w dystrykcie Taolanaro i regionie Anosy. Liczba mieszkańców szacowana była w 2010 na 11 tys. osób.
W mieście dostępna jest edukacja podstawowa i wczesna średnia. 75% mieszkańców pracuje w rolnictwie. Do najważniejszych upraw należą tu kawa, i ryż, a dalej znajdują się liczi i maniok. Usługi dają zatrudnienie około 3% ludności. Ponadto 2% mieszkańców trudni się łowieniem ryb.
Miasto położone jest nad rzeką Manampanihy, na północny wschód od Parku Narodowego Andohahela.